# 高胡
高胡（こうこ）は中国の伝統楽器。擦弦楽器。広東音楽で使われる粤胡（ユエフー）のことで、広東では二胡（アルフー）とも呼んでいる。大体1920年代に二胡の改良によってできたものである。
胴の部分は二胡に比べて小さく、調弦は二胡よりも4～5度高いので高胡と呼んでいる。
1950年代以降に広く用いられるようになり、現在では民族オーケストラの中で高音の擦弦楽器になっている。合奏、伴奏、独奏に用いる。